# Riadhia
Riadhia là một chi bướm đêm thuộc họ Erebidae.

## Loài
- Riadhia diehli WIltshire, 1961